# Epoka człowieka. Retoryka i marazm antropocenu
Epoka człowieka. Retoryka i marazm antropocenu – książka Ewy Bińczyk, wykładowczyni filozofii Uniwersytetu Mikołaja Kopernika, opublikowana w 2018 roku przez Wydawnictwo Naukowe PWN. Autorka porusza temat inżynierii klimatu oraz problem wpływu człowieka na klimat.

## Treść
Bińczyk w swojej książce zajmuje się kwestią oddziaływania człowieka na środowisko przyrodnicze oraz jego zachowań wpływających na zmianę klimatyczną. Pokazuje jak istotny jest to temat, nie tylko dla samego klimatu, ale również dla rozważań filozofów czy socjologów. Autorka rozpoczyna od podkreślenia wiarygodności niestabilności klimatu, w tym odrzucenia denializmu, cytując między innymi raporty Międzyrządowego Zespołu ds. Zmian Klimatu (Intergovernmental Panel on Climate Change - IPCC). Obnaża retorykę kampanii dezinformacyjnych, wymieniając nazwiska oraz strategie używane w przemyśle i nauce w celu odwrócenia uwagi od istoty problemu. Książka skupia się na antropocenie, czyli tak zwanej „erze człowieka” ukazującej stanowiska kulturowe i naukowe do tej epoki geologicznej. 
Autorka wątpi w możliwość zapobiegnięcia zmianom klimatycznym oraz kwestionuje możliwości dyskusji na ten temat w Polsce. Podkreśla, że wszelkie rozwiązania wprowadzane są w zbyt małej skali, a podpisywane porozumienia nie są w pełni egzekwowane m.in. porozumienie Paryskie przyjęte na Konferencji Narodów Zjednoczonych w sprawie zmian klimatu.

Istotnie epoka antropocenu rozpaczliwie potrzebuje krytycznej nadziei i przekonania, że konstruktywna zmiana jest możliwa. Mam nadzieję, że po lekturze wcześniejszych rozdziałów ta potrzeba jest w pełni zrozumiała dla czytelniczek i czytelników. Dlatego jakże wspaniała byłaby możliwość zaproponowania na zakończenie tej pracy całego wachlarza inspirujących utopii. Niestety nie natknęłam się na nie, badając dyskursy antropocenu.

Hipoteza badawcza przedstawiona w książce mówi, że "wyjątkowość dyskursu antropocenu polega na tym, że równocześnie podważa się tu antropocentryzm i problematyzuje pojęcie natury. (...) Natura to już nie obiektywizowane przez technonaukę i przemysł zasoby naturalne - w XXI wieku stała się ona pojęciem do głębi normatywnym i problematycznym".

## Reakcje na zagrożenie

### W psychologii
Z perspektywy psychologii człowieka najczęstszą reakcją na zagrożenie klimatyczne jest denializm. Można jednak go podzielić na
- denializm dosłowny - wyparcie wiedzy o danym fakcie,
- denializm objaśniający/interpretacyjny - przyjęcie faktu oraz jego reinterpretacja (jak np. określenie ofiar cywilnych w konfliktach zbrojnych mianem "szkód towarzyszących"),
- denializm implikacyjny - świadome przyjęcie postawy bierności i ignorowanie problemu.

W społeczeństwie szczególnie częstym okazuje się być denializm implikacyjny.

## Technooptymizm
W Epoce człowieka pojęcie technooptymizmu zdefiniowane jest jako przeświadczenie o tym, że zmianom klimatycznym jest w stanie zapobiec postęp technologiczny. Wiąże się to z imperatywem technicznym, czyli przekonaniem o tym, że nieznane jeszcze odkrycia oraz przyszłe innowacje techniczne będą mogły zaradzić ekonomicznym, społecznym czy ekologicznym bolączkom. W książce mowa przede wszystkim o technologiach zarządzania promieniowaniem słonecznym poprzez rozproszenie siarki w stratosferze oraz wychwytywania i składowania dwutlenku węgla. W opinii szwedzkich badaczy techniki i nauk społecznych, Jonasa Anshelma i Andersa Hanssona, w pracach badawczych są one prezentowane w sposób niespójny, niekoniecznie jako gwarancja rozwiązania kwestii klimatycznej. W większości nie postulowano wprowadzania tych rozwiązań, a "jedynie" dalsze badania.
Bińczyk mówi tu o dyskursie podwójnego lęku - argumentując geoinżynierię jako mniejsze zło. Dyskurs ten jednak celowo pomija fakt, że ludzkość posiada już technologię pozyskiwania energii niskoemisyjnej, praktycznie możliwą do wdrożenia.
Innym występującym dyskursem jest ekologiczny fatalizm, brak wiary w możliwość ustanowienia dobrej i funkcjonującej polityki klimatycznej na czas.
Dominującym jest jednak dyskurs imperatywu technicznego. Inżynieria klimatu staje się wówczas czysto technicznym "wyjściem awaryjnym", a nawet "pomostem" do uwolnienia ludzkości od paliw kopalnych.

### Cechy dyskusji technooptymistycznej
Technooptymizm wiąże się ze znaczącymi uproszczeniami. Kwestia zmian klimatycznych przedstawiana jest jako deregulacja termostatu Ziemi. Inżynieria klimatu przedstawiana jest wówczas jako narzędzie regulacji. W opinii Mike'a Humle'a takie przedstawienie problemu pełni szkodliwe funkcje retoryczne. Destabilizacja klimatu nie dotyczy jedynie zmiany temperatury, ale także poziomu wilgotności, ciśnienia, składu chemicznego atmosfery i oceanów, skomplikowanych relacji i procesów atmosferycznych, ekosystemów, prądów morskich itd.
Wypowiedzi w duchu technooptymizmu cechują się także ograniczoną wyobraźnią polityczną. Pomijają one bowiem kwestie etyczne związane z inżynierią klimatu, np. kwestie rekompensaty dla poszkodowanych, ewentualne błędy przy stosowaniu technologii, zyski i długoterminowe koszty ekonomiczne, odpowiedzialność przy ich wdrażaniu. Rozwiązań umożliwiających regulację temperatury Ziemi nie można separować od problemów natury ekonomicznej i politycznej. Obecnie nic nie wskazuje na to, żeby mógł się wyłonić globalny konsensus polityczny co do regulowania termostatu Ziemi.
Jednocześnie, chodź dyskusja dotyczy de facto całej ludzkości, biorą w niej udział jedynie eksperci nauk ścisłych. Pomija ona głos obywateli i obywatelek terenów najbardziej zagrożonych, rolników czy ruchów obywatelskich.

## Wnioski z debaty
Autorka, analizując dyskurs w pracach naukowych i mediach, dochodzi do tego, że debata na temat antropocentryzmu jest wyjątkowa w takim znaczeniu, że wymaga zrewidowania wielu dotychczas istniejących kategorii filozoficznych (m.in. pojęć natury, człowieka, antropocentryzmu, sprawczości, historii, odpowiedzialności). Na koniec wysnute zostają następujące wnioski:
1. Pojęcie antropocenu konfrontuje ze sobą skale czasowe dziejów ludzkości i dziejów geologicznych.
2. Dyskusja wokół antropocenu stanowi katalizator do debaty między naukami przyrodniczymi a społecznymi.
3. Oficjalne ogłoszenie nowej epoki geologicznej wymaga wzięcia udziału w debacie politycznej, wybierając nazwę antropocen (a nie np. anglocen, technocen lub kapitalocen).
4. Normatywny charakter debaty kontrastuje z nieodwracalnością zmian w bioróżnorodności i utratą natury. Otwiera to pole do dyskusji filozoficznej nad kategoriami nieodwracalności.
5. Debata jest wyjątkowo eschatologiczna, jest znakiem kresu czasów.
6. Debata wokół antropocenu przybiera wymiar pedagogiczny, pokazuje ostatnią szansę na odmianę losu ludzkości. Jednocześnie zmiany klimatyczne mogą stać się długo wyczekiwanym, niepodważalnym impulsem do zmiany ekonomicznych reguł funkcjonowania ludzkości.
7. Otwartą pozostaje kategoria odpowiedzialności planetarnej - przed kim ludzkość jest odpowiedzialna? Komu konkretnie odpowiedzialność przypisać? Czy każdej osobie w takim samym stopniu?
8. W jaki sposób antropocen zmienił postrzeganie hipersprawczości człowieka? Do dalszego rozpatrzenia pozostają kwestie granic ludzkiej wolności i odpowiedzialności.
9. Antropocen jest nierozerwalnie powiązany z antropocentryzmem. Jednocześnie wymaga nowego stanowiska, spośród np. postantropocentryzmu, wyważonego antropocentryzmu lub technooptymistycznego ultraantropocentryzmu i ekomodernizmu.

### Marazm
Bińczyk dostrzega, że źródła impasu klimatycznego i marazmu mają wiele źródeł.
Najbardziej dostrzegalną przyczyną jest dominujący system gospodarczy - późny, neoliberalny kapitalizm, który nie bierze pod uwagę kosztów środowiskowych. Wyłączne myślenie prorynkowe przyczynia się do zmęczenia wyobraźni społecznej. Foster pisze, że "System rozpozna, że nie można jeść pieniędzy dopiero wtedy, gdy zostanie ścięte ostatnie drzewo - nie wcześniej".
Ponadto, źródła marazmu leżą we współczesnych uwarunkowaniach geopolitycznych. Mowa tu przede wszystkim o Stanach Zjednoczonych, których polityka antyklimatyczna określona jest jako skandaliczna, a także o rynku paliw kopalnych, który podtrzymuje zachowanie statusu quo.
Poza tym marazm bierze się ze słabości współczesnych systemów demokratycznych. Wywodzi się on ze "wsobności" powszechnych postaw konsumenckich i hiperindywidualizmu.
Epoka człowieka koncentruje się na mechanizmach psychologicznych i społecznych, które legitymizują apatię i bezradność. Są to chociażby denializm, optymizm adaptacyjny, ustanawianie "bezpiecznych" granic i limitów ryzyka, imperatyw techniczny (przekonanie o tym, że z problemu uratują nas technologie przyszłości), technologiczne plany awaryjne, nihilizm, cynizm.

## Odbiór
Książka w 2019 roku została nominowana w 22. Konkursie o Nagrodę im. Jana Długosza oraz jako jedna z 20 książek do czytania w XXI wieku pojawiła się na Liście Międzynarodowego Czytania - akcji tygodnika „Polityka” i Teatru Studio.